# Trap (2024)
Trap is een Amerikaanse psychologische thriller uit 2024, geschreven, geregisseerd en mede geproduceerd door M. Night Shyamalan. De hoofdrollen worden vertolkt door Josh Hartnett, Ariel Donoghue en Saleka Shyamalan.

## Verhaal
Cooper, een seriemoordenaar gekend als "The Butcher", gaat met zijn dochter mee naar een concert van popster Lady Raven, en komt tot de ontdekking dat het een val is die door de politie is uitgezet om hem te vangen.

## Rolverdeling
| Acteur             | Personage              |
| ------------------ | ---------------------- |
| Josh Hartnett      | Cooper                 |
| Ariel Donoghue     | Riley, Coopers dochter |
| Saleka Shyamalan   | Lady Raven             |
| Alison Pill        | Rachel                 |
| Hayley Mills       | Dr. Josephine Grant    |
| Jonathan Langdon   | Jamie                  |
| Mark Bacolcol      | Spencer                |
| Marnie McPhail     | Jody's moeder          |
| Kid Cudi           | The Thinker            |
| Russ               | Parker Wayne           |
| Marcia Bennett     | Coopers moeder         |
| Vanessa Smythe     | Tour Manager           |
| M. Night Shyamalan | Spotter                |
| Lochlan Miller     | Logan                  |

## Productie
In oktober 2022 kondigde Universal Pictures de volgende (naamloze) film van M. Night Shyamalan aan voor een release in april 2024, naar aanleiding van de komende release van Knock at the Cabin in februari 2023. In februari 2023 werd onthuld dat de titel van de film Trap was, toen Shyamalan aankondigde dat hij een deal zou aangaan met de concurrerende studio Warner Bros. Pictures. Marc Bienstock en Ashwin Rajan produceerden de film samen met Shyamalan.

### Filmopnames
De belangrijkste filmopnames zouden oorspronkelijk in augustus 2023 beginnen in Cincinnati, Ohio, waar hij meer dan US$ 9 miljoen aan belastingkredieten van de staat zou hebben ontvangen om daar te filmen. De productie verhuisde uiteindelijk naar Toronto, Ontario, Canada, en omdat Shyamalan zijn eigen films produceerde en financierde, kreeg hij een interim-overeenkomst om te mogen filmen tijdens de SAG-AFTRA-staking van 2023. Onder de werktitel Good Grades werd er gefilmd van 16 oktober tot 8 december 2023. De popconcertlocatie van de film werd gefilmd in het FirstOntario Center. De productie kreeg twee maanden toegang tot de arena met 20.000 zitplaatsen tijdens de renovatiewerken.

## Muziek
Shyamalans dochter Saleka vertolkt Lady Raven, de zangeres wiens concert de personages bijwonen. Ze schreef veertien nummers voor de film, die werden ontworpen om bij de actie op het scherm te passen, terwijl haar vader het script schreef. Saleka werkte eerder samen met haar vader door bij te dragen aan de soundtracks voor de film Old (2021) en de televisieserie Servant. Herdís Stefánsdóttir componeerde de partituur, onafhankelijk van Saleka. De soundtrack werd door Columbia Records uitgebracht. De eerste single "Release" werd vrijgegeven begin juni 2024.

## Release en ontvangst
Trap ging op 19 juli 2024 in première in São Paulo, Brazilië. De film werd op 2 augustus 2024 in de Verenigde Staten uitgebracht door Warner Bros. Pictures.  De film kreeg middelmatige kritieken van de filmcritici, met een score van 48% op Rotten Tomatoes, gebaseerd op 93 beoordelingen.

### Kassaopbrengsten
Trap ging in de Amerikaanse bioscopen in première naast Harold and the Purple Crayon met de verwachting van een bruto opbrengst in het openingsweekend van 15 à 20 miljoen Amerikaanse dollars in 3181 bioscopen. De film bracht uiteindelijk 15,6 miljoen dollar op in zijn openingweekend en eindigde daarmee op de derde plaats aan de kassa, achter de films Deadpool & Wolverine en Twisters.